# Raspall

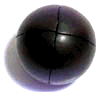
Una palla nuova

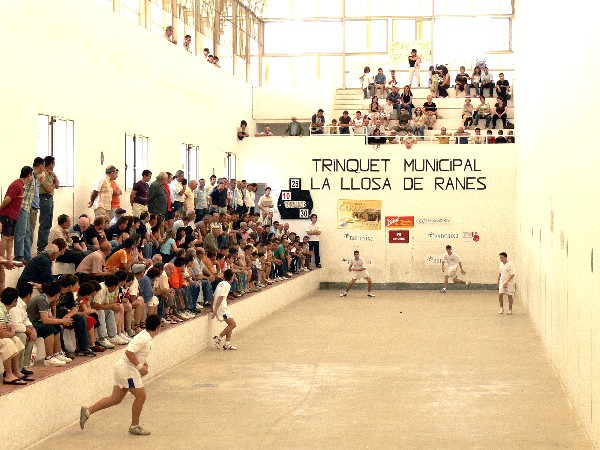
Una partita in sferisterio

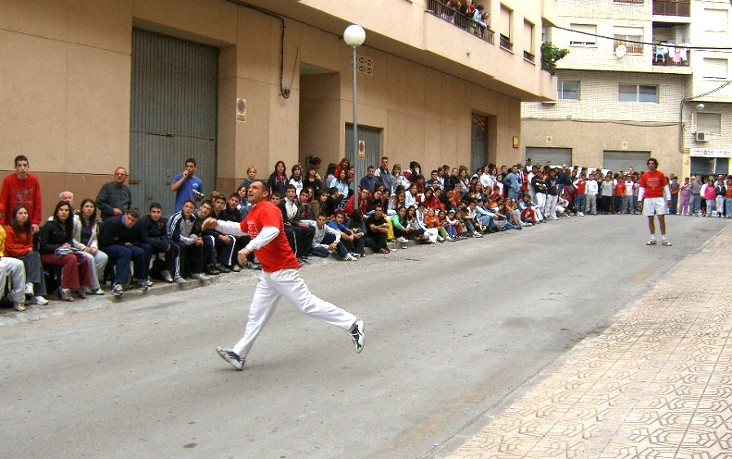
Una partita in strada

Il raspall, ossia raspando in italiano, è una specialità sferistica della palla valenciana che si chiama così poiché spesso con le dita della mano si deve spingere la palla sul suolo raspando sul campo di gioco.

## Regolamento
Questa disciplina si può praticare in sferisterio, chiamato trinquet in valenciano, così come su appositi campi, lunghi 75 m e larghi 8 m, allestiti in pubbliche strade: i professionisti si esibiscono prevalentemente in sferisteri. I professionisti si proteggono le mani con fasce e ditali. Le forme di gioco, riguardo al numero di atleti in campo, sono queste:
- 1 contro 1
- 2 contro 2
- 3 contro 3
- 2 contro 3 quando la squadra in superiorità numerica è composta da giocatori di categoria inferiore a quella degli avversari.

Il punteggio è diviso in joc: ogni joc realizzato vale 5 punti e per vincere un joc si devono totalizzare 4 punti. Chi totalizza 5 joc, che valgono in totale 25 punti, vince la partita in sferisterio e chi totalizza 8 joc, che valgono in totale 40 punti, vince la partita in strada. La palla in cuoio bovino ha diametro di 4,2 cm, circonferenza di 13,8 cm e peso di 42 g.

## I campioni
I professionisti partecipano annualmente a un campionato di squadre e un altro individuale. Tra i campioni di sempre ricordiamo:
- Agustí
- Alberto di Aielo de Malferit
- Armando Mercé Vidal di Bicorp
- Batiste
- Batiste II
- Carlos di Oliva (Spagna)
- Coeter I di Simat de la Valldigna
- Coeter II di Simat de la Valldigna
- Javier Nadal Corral di Xeraco
- Francisquet
- Galán
- Gorxa
- Juan Cabanes di Genovés
- Juan Gracia
- Leandro I
- Leandro II
- Leandro III
- Loripet di Aielo de Malferit
- Malonda IV di Oliva
- Martí
- Morera
- Moro di Alcàntera de Xúquer
- Pigat I di Genovés
- Vicent Sanchis Savall di Oliva
- Sariero
- Vilare
- Waldo Vila Gilabert di Oliva